# Kalendarium historii Birczy
Kalendarium historii Birczy.

## IX wiek
- IX wiek – przynależność do Państwa Wielkomorawskiego[potrzebny przypis]

## XII wiek
- 1188 – pierwsza wzmianka o Birczy – rycerz Olstyn z Birczy w orszaku księcia halickiego Romana Mstysławowycza, Bircza należy do Księstwa Halickiego, osadzona na prawie ruskim[1]

## XIV wiek
- 1347 – przyłączenie Birczy do Polski przez Kazimierza Wielkiego, w obrębie ziemi przemyskiej, województwo ruskie1361 – z nadania króla Kazimierza Wielkiego osiadają tu rycerze herbu Gozdawa, od których pochodzą Bireccy
- koniec XIV wieku – osadzenie Birczy na prawie wołoskim

## XV wiek
- 1418 – Iwanko i Łukasz właścicielami Birczy
- 1447 – nabycie Birczy przez Jerzego Bala z Zboisk
- 1464 – zmiana nazwy na Nowobród / Nowybród, przypuszczalna lokacja miasta oppidum na prawie niemieckim[2]
- 1465 – powrót do starej nazwy Bircza
- 1478 – Ufundowanie przez Jana i Rafała Humnickich parafii i kościoła w pobliskiej Boguszówce[3]

## XVI wiek
- 1524 – najazd tatarski, kompletne ograbienie wsi
- 1526 – wielki pożar, najstarsza wzmianka o kościele filialnym w Birczy[3]
- 1569 – pierwsza wzmianka o Birczy jako o mieście
- 1579 – rozpoczęcie budowy ratusza na rynku
- 1584 – otrzymanie przywileju na 3 jarmarki rocznie i jeden targ tygodniowo (w środę)
- 1585 – ukończenie budowy ratusza
- 1597 – pierwszy burmistrz miasta
- 1584 – budowa szkoły

## XVII wiek
- 1603 – budowa nowego (drewnianego) kościoła filialnego fundowanego przez Jana i Szymona Błońskich,
- 1605 – pierwsza wzmianka o szpitalu
- 1643 – przeniesienie parafii rzymskokatolickiej z Boguszówki[4]
- 1647 – otrzymanie prawa składu wina węgierskiego
- 1672 – napad Tatarów

## XVIII wiek
- 1706 – wielka epidemia
- 1729 – budowa cerkwi („starej”, drewnianej)
- 1749 – wielki pożar miasta
- 1772 – I rozbiór Polski, Bircza pod zaborem austriackim
- 1793 – powstanie szkoły żydowskiej
- 1797 – rozebranie budynku szpitala

## XIX wiek
- 1846 – rzeź galicyjska, właściciel Birczy Adam Kowalski z mieszczanami rozbija zbuntowanych chłopów
- 1854 – Bircza staje się miastem powiatowym
- 1876
  - 30 września – miasto przestaje być powiatowym, powiat birczański włączono do powiatu dobromilskiego
- 1884 – utworzenie Ochotniczej Straży Pożarnej

## XX wiek
- 1901 – otwarcie Kasy Stefczyka
- 1913 – otwarcie Ukraińskiej Kasy Pożyczkowej
- 1918
  - 5 listopada, atak bandy rabunkowej na miasto, atak odparto
- 1920 – rozebranie drewnianego kościoła
- 1921 – rozpoczęcie budowy kościoła (poświęcenie w 1924, ukończenie budowy w 1930, konsekracja w 1937)
- 1925
  - 20 września – rozpoczęcie budowy nowej cerkwi (zakończenie w 1939 roku)
- 1929
  - 15 kwietnia – otwarcie ukraińskiej ochronki
- 1934 – utrata praw miejskich
- 1939
  - 11 września i 12 września 11 Dywizja Piechoty i 24 Dywizja Piechoty toczą ciężkie walki obronne i wycofuje się w kierunku Dynowa i Przemyśla. Bircza zajęta przez wojska niemieckie
  - 28 września – Niemcy oddają miasto Sowietom, Bircza w ZSRR
  - 30 września – w Birczy zgromadziło się 2,5 tysiąca Żydów, którzy przedostali się z „niemieckiej” strony Sanu. NKWD wysiedliło ich w głąb ZSRR
- 1940 – budowa sowieckiej bazy wojskowej
- 1941
  - 22 czerwca – Niemcy odbijają Birczę Sowietom, miasteczko należy do Generalnego Gubernatorstwa
  - latem Niemcy tworzą getto dla około 1200 Żydów z Birczy i zwiezionych okolicy
- 1942
  - lipiec – zagłada Żydów. Około 800 osób z getta Niemcy rozstrzeliwują, a pozostałych wywożą do obozu w Bełżcu
- 1944
  - 31 lipca – Sowieci zdobywają Birczę[5]
  - przeniesienie Birczy z powiatu dobromilskiego do przemyskiego
- 1945
  - wiosną reforma rolna, chłopi ukraińscy z niej wyłączeni
  - 22 października – I atak UPA na Birczę
  - 29/30 listopada – II atak UPA na Birczę
- 1946
  - 6/7 stycznia – III atak UPA na Birczę
  - 14 stycznia – Dowódca 9 Dywizji Piechoty dokonał w Birczy przeglądu oddziałów i udekorował odznaczeniami najdzielniejszych podoficerów i szeregowców za odwagę ukazaną w walce z UPA[6]
- 1948
  - likwidacja sądu grodzkiego
  - zburzenie starej cerkwi
- 1969 – wysadzenie w powietrze nowej cerkwi
- W latach 1975–1998 miejscowość administracyjnie należała do województwa przemyskiego
- 1976
  - Postanowieniem z 31 maja 1976 w uznaniu bohaterskiej postawy mieszkańców Birczy w walkach o wyzwolenie ojczyzny i utrwalanie władzy ludowej Rada Państwa nadała miejscowości Bircza Order Krzyża Grunwaldu III klasy[7]. Uroczystości w Birczy odbyły się 17 lipca 1976[8].

## XXI wiek
- 2005 – zburzenie synagogi
- 2024 – ponownie miastem

## Właściciele Birczy
- Jerzy Matiaszowicz – właściciel Birczy od 1447
- Jerzy z Humnisk herbu Gozdawa - właściciel Birczy od lat 60. XV w.
- Jakub Birecki – właściciel Birczy od 1485
- Maciej Birecki – syn Jakuba, właściciel Birczy do 1543
- Gabriel Birecki, z żoną Zofią z Balów w 1641 r. są właścicielami Birczy
- Michał Humnicki, zm. 24 października 1814 roku w Birczy, lustrator Krosna w 1765 r.
- Mikołaj Humnicki, na początku XIX wieku właściciel Birczy
- Józefa Humnicka, po mężu Borkowska, właścicielka Birczy około 1840 roku
- Jan Ignacy Kowalski – właściciel Birczy od 1841
- Adam Anzelm Wojciech Kowalski – właściciel Birczy w latach 1847-1866
- Innocenty Kowalski – właściciel Birczy w latach 1866-1880
- Stanisław Kowalski – właściciel Birczy w końcu lat 20. XX w.